# その原因、Xにあり!
『その原因、Xにあり!』（そのげんいん、エックスにあり!）は、フジテレビ系列で2016年10月28日から2017年9月29日まで毎週金曜日 19:00 - 19:57（JST） に放送されていた医療バラエティ番組である。全33回。
過去2回『その原因、腸にあり!〜肥満!便秘!肌荒れ!花粉症!あがり症!お悩み解決SP〜』（そのげんいん、ちょうにあり!〜ひまん!べんぴ!はだあれ!かふんしょう!あがりしょう!おなやみかいけつスペシャル〜）、『腸を知って身体のお悩み解決SP』（ちょうをしってからだのおなやみかいけつスペシャル）という番組タイトルで特別番組として放送された。

## 概要
誰もが抱える身近な悩みを医学の専門家と共に解明していく番組。フジテレビ系列での健康情報番組は2007年1月に打ち切りとなった『発掘!あるある大事典II』（関西テレビ制作）以来およそ9年ぶりになった。
恵俊彰がフジテレビ系列のレギュラー番組を担当するのは、『MUSIC FAIR』（2001年4月 - 2016年3月）以来の約半年ぶりとなった。
2017年9月29日をもって本番組は終了（最終回は21:49まで拡大の3時間SP）。
また長野放送は次番組にて金曜19時のバラエティのネットに復帰する。

## 出演者

### MC（健康コンシェルジュ・レギュラー版）
- 恵俊彰（ホンジャマカ）

### アシスタント
- 宮澤智（フジテレビアナウンサー）[1]

### 準レギュラー
- 里見浩太朗
- キムラ緑子[1]
- 羽田美智子[1]
- ホラン千秋[1]
- 宮澤エマ[1]
- 立川志らく
- 安藤優子
- 的場浩司

### ナレーション（レギュラー版）
- クリス・ペプラー[1]
- 水樹奈々[1]
- 槇大輔[1]

### MC（特番時代）
- 髙嶋政宏
- 高橋真麻

### スタジオゲスト（特番時代）
第1回
- 和田アキ子
- 関根勤
- 高橋ひとみ
- ケンドーコバヤシ
- 南沢奈央

第2回
- かたせ梨乃
- 関根勤
- カンニング竹山
- ホラン千秋
- 大石絵理

### 専門家（特番時代）
- 小林弘幸
- 青江誠一郎
- 辨野義己※第1回のみ
- 小林暁子

### ナレーション（特番時代）
- 平野義和※第1回のみ
- 田丸篤志※第1回のみ
- 水樹奈々
- 石原夏織
- 林田尚親※第2回のみ
- 大野貴史※第2回のみ

## スタッフ

### 特番時代
- 構成：生貝宏治、松田敬三、加藤正人
- リサーチ：スコープ、フリード
- コーディネーター：OCEAPRO、GPA
- TD：大嶋徹
- CAM：八柄哲
- VE：藤尾美之
- AUD：村脇昭一
- 照明：佐藤博樹
- 美術制作：丹野ありさ
- ヘアメイク：山田かつら
- CGデザイン：今野さと子
- CG：グレートインターナショナル
- 編集：橋上憲二、中原勇
- MA：小嶋雄介
- 音効：川口匡暁
- TK：瀬戸口節子
- 協力：CAPSTONE、共同テレビジョン、フジアール、スタジオヴェルト、fmt、DEEP他
- 広報：平井隆（フジテレビ）
- AD：碇真人、佐藤絵理、渡邊健一郎他
- FD：錫木亮
- AP：渡邊裕美
- ディレクター：吉行俊介、松井英泰、岡真夕、加藤千春、亀山剛志、曽我和隆、御松慧
- 企画：情野誠人（フジテレビ）
- 総合演出：伊藤渉
- プロデューサー：秋月里江子、新本あじあ
- 制作協力：NEXTEP
- 制作著作：フジテレビ

### レギュラー版
- 企画：情野誠人（フジテレビ）
- ナレーション：クリス・ペプラー、水樹奈々、槇大輔
- 構成：生貝宏治、政宗史子、松田敬三、加藤正人（毎週）、森一盛、星野さやか、野地努（週替り）
- リサーチ：高森雄幸、福田友哉、スコープ
- TM：大嶋徹
- TD/SW：菊池謙
- CAM：八柄哲
- VE：郡司洋、野瀬かおり
- AUD：村脇昭一
- 照明：小井手正夫
- アートディレクター：邨山直也（フジテレビ）
- 美術制作：丹野ありさ
- 美術進行：山口武治
- CGデザイン：デジデリック
- CG：グレートインターナショナル
- TK：瀬戸口節子
- メイク：山田かつら
- 音効：川口匡暁
- 編集：上本学
- MA：高野博臣、近藤宏紀
- 協力：共同テレビジョン、フジアール、fmt、IMAGICA、CUEVO
- 広報：高橋慶哉（フジテレビ）
- AD：碇真人、柴﨑香苗、牛之濱誠康、小川美佐子、藤井雄真、松永悠里、岡本将太、栗林唯文、岡崎浩輝、宮森敬太、山口健四郎、寺川夕月、栗林唯文、白取春佳、定本彰、田原由結、高橋光（週替り）/松田聖也（毎週）
- AP：狩野由美
- FD：本多浩二、加治木淳
- ディレクター：錫木亮、武藤由華、山本泰輔、西岡奈美、坂井元徳、御松慧、入江和寛、松井英泰、相澤衆、久野和洋、南家幸太、宮久乃、飯田智哉、前田信忠（前田→FD兼務）、中島敏弘、峰尾圭一、須田基之、板倉雄一、山本カンスケ、福井玄樹、牛山淳志、曽我和隆、大津正太、碇真人、宮森敬太（全員週替り）
- 演出：吉行俊介、手塚裕子、池田浩士、亀山剛志、鈴木優、渡邊美香、川口達也、藤代賢二、赤平卓
- 総合演出：伊藤渉
- プロデューサー：秋月里江子/尾谷亜貴崇、相野谷智子、板谷泰彦、小泉美華、舘寿永
- 制作協力：NEXTEP、共同テレビジョン、ドラゴンエンタテインメント、SMITE PICTURES、ノスコ・コンフィデンシャル
- 制作著作：フジテレビ

### 過去のスタッフ
- 広報：平井隆、太田真紀子（2人共フジテレビ）
- プロデューサー：竹内康人、河田宣正、寺田久美子、勝田久美子

## ネット局
| 放送対象地域   | 放送局                    | 系列           | 放送開始日     | 放送日時                      | 遅れ       | 脚注     |
| -------------- | ------------------------- | -------------- | -------------- | ----------------------------- | ---------- | -------- |
| 関東広域圏     | フジテレビ（CX）          | フジテレビ系列 | 2016年10月28日 | 金曜 19:00 - 19:57            | 制作局     | 制作局   |
| 岩手県         | 岩手めんこいテレビ（mit） | フジテレビ系列 | 2016年10月28日 | 金曜 19:00 - 19:57            | 同時ネット |          |
| 秋田県         | 秋田テレビ（AKT）         | フジテレビ系列 | 2016年10月28日 | 金曜 19:00 - 19:57            | 同時ネット |          |
| 山形県         | さくらんぼテレビ（SAY）   | フジテレビ系列 | 2016年10月28日 | 金曜 19:00 - 19:57            | 同時ネット |          |
| 福島県         | 福島テレビ（FTV）         | フジテレビ系列 | 2016年10月28日 | 金曜 19:00 - 19:57            | 同時ネット |          |
| 新潟県         | 新潟総合テレビ（NST）     | フジテレビ系列 | 2016年10月28日 | 金曜 19:00 - 19:57            | 同時ネット |          |
| 静岡県         | テレビ静岡（SUT）         | フジテレビ系列 | 2016年10月28日 | 金曜 19:00 - 19:57            | 同時ネット |          |
| 石川県         | 石川テレビ（ITC）         | フジテレビ系列 | 2016年10月28日 | 金曜 19:00 - 19:57            | 同時ネット |          |
| 中京広域圏     | 東海テレビ（THK）         | フジテレビ系列 | 2016年10月28日 | 金曜 19:00 - 19:57            | 同時ネット |          |
| 島根県・鳥取県 | 山陰中央テレビ（TSK）     | フジテレビ系列 | 2016年10月28日 | 金曜 19:00 - 19:57            | 同時ネット |          |
| 広島県         | テレビ新広島（tss）       | フジテレビ系列 | 2016年10月28日 | 金曜 19:00 - 19:57            | 同時ネット |          |
| 愛媛県         | テレビ愛媛（EBC）         | フジテレビ系列 | 2016年10月28日 | 金曜 19:00 - 19:57            | 同時ネット |          |
| 高知県         | 高知さんさんテレビ（KSS） | フジテレビ系列 | 2016年10月28日 | 金曜 19:00 - 19:57            | 同時ネット |          |
| 佐賀県         | サガテレビ（STS）         | フジテレビ系列 | 2016年10月28日 | 金曜 19:00 - 19:57            | 同時ネット |          |
| 熊本県         | テレビくまもと（TKU）     | フジテレビ系列 | 2016年10月28日 | 金曜 19:00 - 19:57            | 同時ネット |          |
| 鹿児島県       | 鹿児島テレビ（KTS）       | フジテレビ系列 | 2016年10月28日 | 金曜 19:00 - 19:57            | 同時ネット |          |
| 宮城県         | 仙台放送（OX）            | フジテレビ系列 | 2016年11月4日  | 金曜 19:00 - 19:57            | 同時ネット | [ 注 1 ] |
| 長崎県         | テレビ長崎（KTN）         | フジテレビ系列 | 2016年11月4日  | 金曜 19:00 - 19:57            | 同時ネット | [ 注 2 ] |
| 富山県         | 富山テレビ（BBT）         | フジテレビ系列 | 2016年11月18日 | 金曜 19:00 - 19:57            | 同時ネット | [ 注 3 ] |
| 沖縄県         | 沖縄テレビ（OTV）         | フジテレビ系列 | 2016年11月11日 | 金曜 15:50 - 16:50            | 遅れネット |          |
| 岡山県･香川県  | 岡山放送（OHK）           | フジテレビ系列 | 2016年11月12日 | 土曜 15:00 - 16:00            | 遅れネット | [ 注 4 ] |
| 近畿広域圏     | 関西テレビ（KTV）         | フジテレビ系列 | 2016年11月15日 | 火曜 19:57 - 20:54            | 遅れネット |          |
| 青森県         | 青森放送（RAB）           | 日本テレビ系列 | 2017年1月6日   | 金曜 0:57 - 1:54 （木曜深夜） | 遅れネット |          |
| 山口県         | テレビ山口（tys）         | TBS系列        | 2017年3月29日  | 水曜 13:50 - 14:53            | 遅れネット |          |

- あくまで全編ローカルセールス枠の番組であるため、通常時は同時ネットの局であっても、一部ネット局では週によっては自主編成を行う場合があった。その場合は他日に振替放送するか臨時非ネットとする場合があった。
- 2時間以上のSP放送時は、19:57以降がネットワークセールス枠のため、通常時の非ネット・遅れネット局（通常時のネット局であっても当日自主編成への差し替えを行った場合を含む。）・不定期ネット局では19:57開始でフジテレビからの裏送りで短縮版を放送するか、臨時同時フルネットとする場合があった。それにより通常時同時ネットされていない北海道の北海道文化放送[5]、福井県の福井テレビ、長野県の長野放送、福岡県のテレビ西日本でも放送されるが、裏送りで短縮版を放送するネット局は字幕なしとなった[注 5]
- 2017年6月23日は当初予定では本番組を放送予定であったが、この日、本番組をフジテレビと同時ネットする予定だった全局で『藤井聡太14才』（東海テレビ制作）のネット受けに急遽変更のため、休止。なお『藤井聡太14才』は当初、東海テレビとさくらんぼテレビでのみ本番組の差し替え番組として放送予定であった[6][7]。